# Canciones desnudas para iluminar los cuerpos
Canciones desnudas para iluminar los cuerpos es un álbum de Cementerio Club lanzado solamente por Internet (usando el formato MP3) en el 2002 por Lamparín Producciones. El álbum está compuesto de grabaciones del concierto acústico (usualmente denominado por la banda como "aclúbsticos" a este tipo de presentaciones) en el Centro Cultural de la Pontificia Universidad Católica del Perú en San Isidro, Lima.

## Canciones
1. Imagine II
2. Underground
3. Jade
4. Cisne Negro (con la participación de Caroline Cruz)
5. Pez Espada
6. Mar Salvaje
7. Solo
8. El Cuervo
9. El Mago
10. Barco Viejo (con la intro de "Taxman" de The Beatles)

- Datos: Q5747162